# Tonnoira bitalea
Tonnoira bitalea är en tvåvingeart som beskrevs av Quate 1999. Tonnoira bitalea ingår i släktet Tonnoira och familjen fjärilsmyggor. Inga underarter finns listade i Catalogue of Life.